# Регдол
Регдол (англ. Ragdoll, RAG)  — порода великих напівдовгошерстих кішок.

## Історія
Особливість її полягає в наявності зниженого м'язового тонусу (явище, якому поки що не можуть дати пояснення). Варто взяти кішку на руки, як відчуєш, що вона повністю розслабилася. Перші кошенята з подібною властивістю з'явилися в американки Енн Паркер від кішки Жозефіни, схрещеної з котом бірманської породи. До 1965 року виникла нова порода, що одержала свою назву від англійського слова ragdoll — «ганчіркова лялька». У породи з'явився стандарт, складений з урахуванням всіх правил і вимог ТІСА. Нова порода набула в Європі нових шанувальників. Англійський Governing Council of the Cat Fance (GCCF) у 1991 році й FIFE в 1992 також визнали нову породу. Англійські заводчики формують свій тип регдола, трохи відмінний від американського. В англійського типу гарна голова з добре окресленим носом, яскравими блакитними очима й більш шовковистою шерстю. Американський тип більше схожий на бірманську кішку. Обидва типи доповнюють 

## Розмноження
Для кішок породи регдол характерним є пізніше статеве дозрівання. Самці звичайно готові до спаровування не раніше 2 років. У кошенят більш уповільнений фізичний розвиток у порівнянні з іншими породами. Очі відкриваються тільки на 10-14 день. Підсисний період закінчується відносно пізно. Кошенята народжуються білими. Плями проступають дуже повільно. До двох років необхідно чекати, щоб забарвлення встановилося остаточно.

## Характер
Кішки породи регдол ласкаві, ніжні, миролюбні, дуже прихильні до людей. Вони надають перевагу товариству людини перед будь-яким іншим, не зносять самотності, усюди йдуть за господарями. За характером вони флегматики. Однак люблять побігати й погратися. Надзвичайно добродушні. Легко знаходять спільну мову з усіма свійськими тваринами, уживаються з іншими кішками й кошенятами. Люблять поїсти, але не схильні до ожиріння. У зв'язку із тривалим формуванням мають потребу в спеціальних мінеральних домішках до загального раціону харчування. Реакція в редголів уповільнена, тому їх не можна самостійно випускати гуляти на вулицю. Кішки можуть легко потрапити під машину. До того ж їм дуже небезпечно падати з висоти, навіть невеликої, оскільки, на відміну від інших представників котячого племені, вони не вміють перевертатися в повітрі й приземлятися на лапи.

## Зовнішній вигляд
Регдол — велика тварина, від якої йде відчуття сили. Вага самця може досягати 6-9 кг, самки значно менші за розміром й важать від 4 до 5 кг. Тіло довге, міцне, з добре розвиненим кістяком, гармонійно розвинене й пропорційно збудоване. Статура середньої ваги. Груди могутні, широкі. Плечі й стегна однаково широкі. Задня частина важча, ніж передня. Кінцівки середньої довжини, середньої міцності. Задні трохи довші, ніж передні. Лінія спини трохи підіймається до крупу. Лапи великі й міцні, з пасмами шерсті між пальцями. Хвіст довгий, за довжиною пропорційний тулубу, досить товстий біля основи, трохи загострюється до кінчика. Добре опушений. Повного розвитку тварини досягають у три-чотири роки.
Голова середньої величини, має форму широкого клина із плоскою поверхнею між вухами. Щоки добре розвинені й переходять у добре розвинену морду з щелепами й підборіддям середньої величини. Племінні коти можуть мати розвиненіші щоки. Ніс має легкий перехід. Довжина його удвічі перевищує ширину. Вуха середньої величини, широкі в основі й трохи нахилені вперед. Кінчики вух заокруглені. На внутрішньому боці вушної раковини шерсть середньої довжини. На кінчиках можуть бути китиці. Очі великі, овальні. Посаджені далеко одне від одного, трохи навскіс. Колір очей — інтенсивно-блакитний усіх відтінків. Шия коротка, міцна, із сильною мускулатурою.
Шерсть середньої довжини або довга (перевага надається довшій шерсті), густа, м'яка й шовковиста. Прилягає до корпуса, але гойдається й підіймається, якщо кішка рухається. Навколо шиї та морди шерсть утворює комір. На морді шерсть коротка, поступово подовжується при переході від верхньої частини голови до лопаток і потім до спини. На боках і животі шерсть середньої довжини або довга. Шерсть на передніх кінцівках коротша, ніж на задніх. Узимку у регдола, що виходить на вулицю, шерсть стає довшою і пухнастішою.

### Забарвлення
Характерні три типи забарвлень (для кожного типу є чотири варіанти забарвлення — сил, шоколадний, блакитний і ліловий).

## Світлини

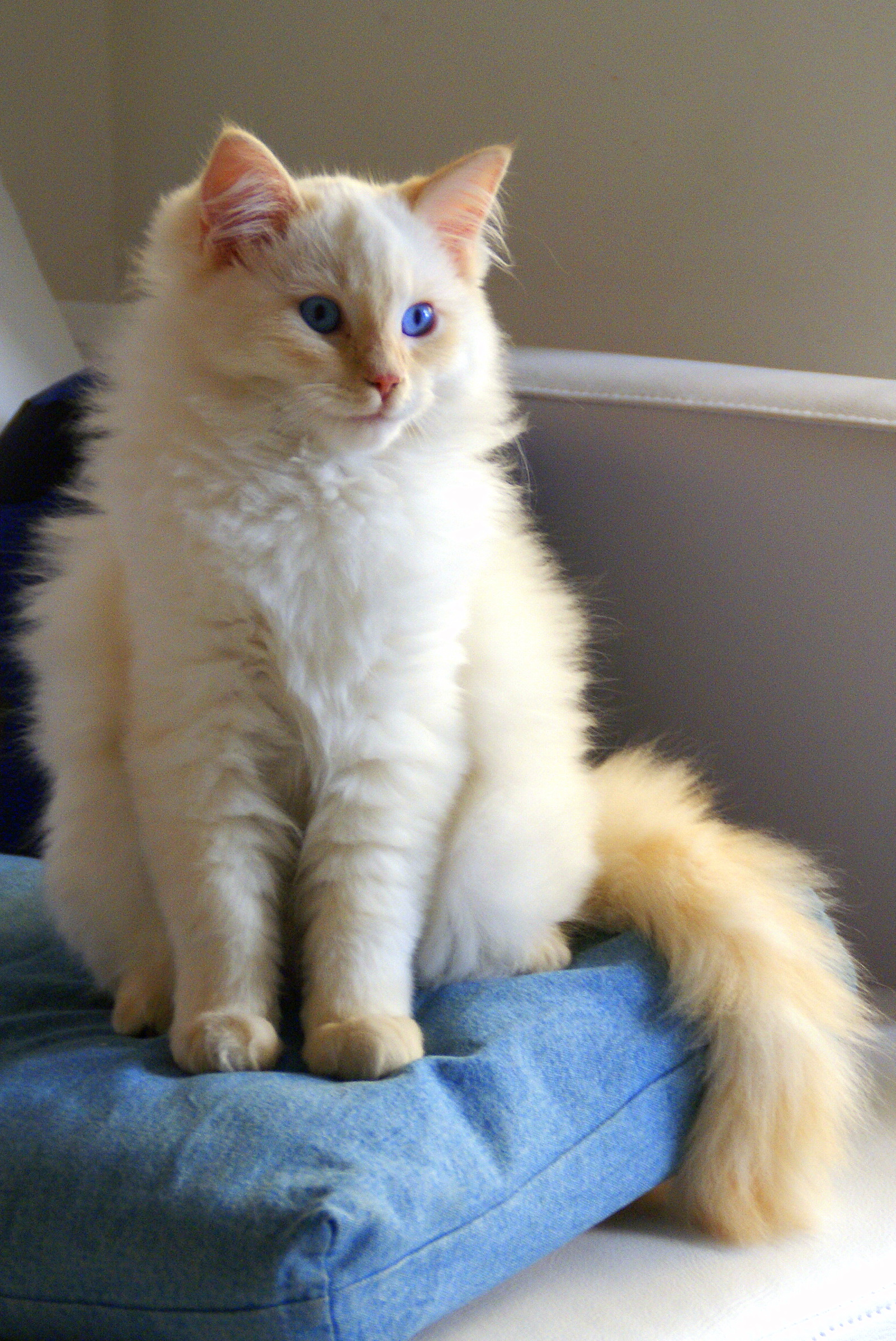
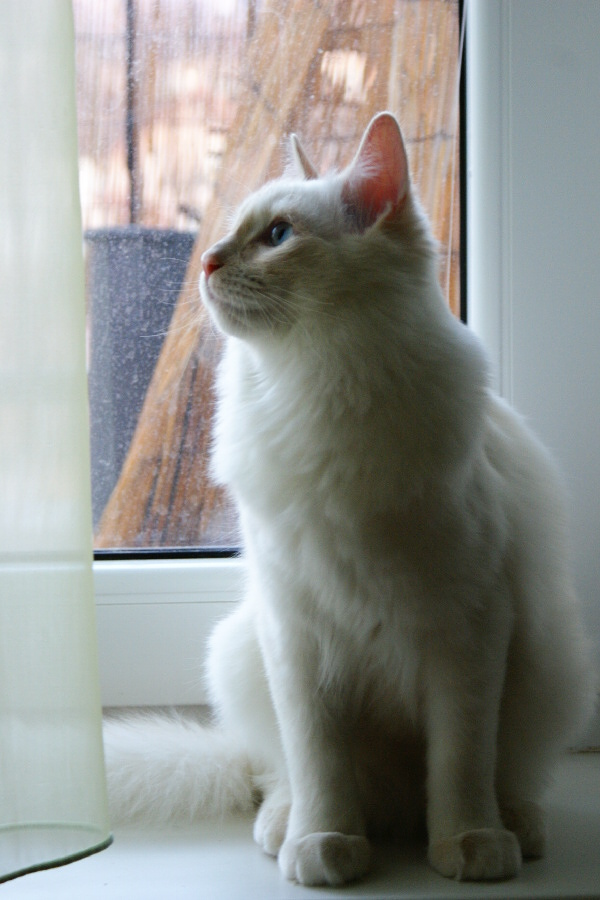
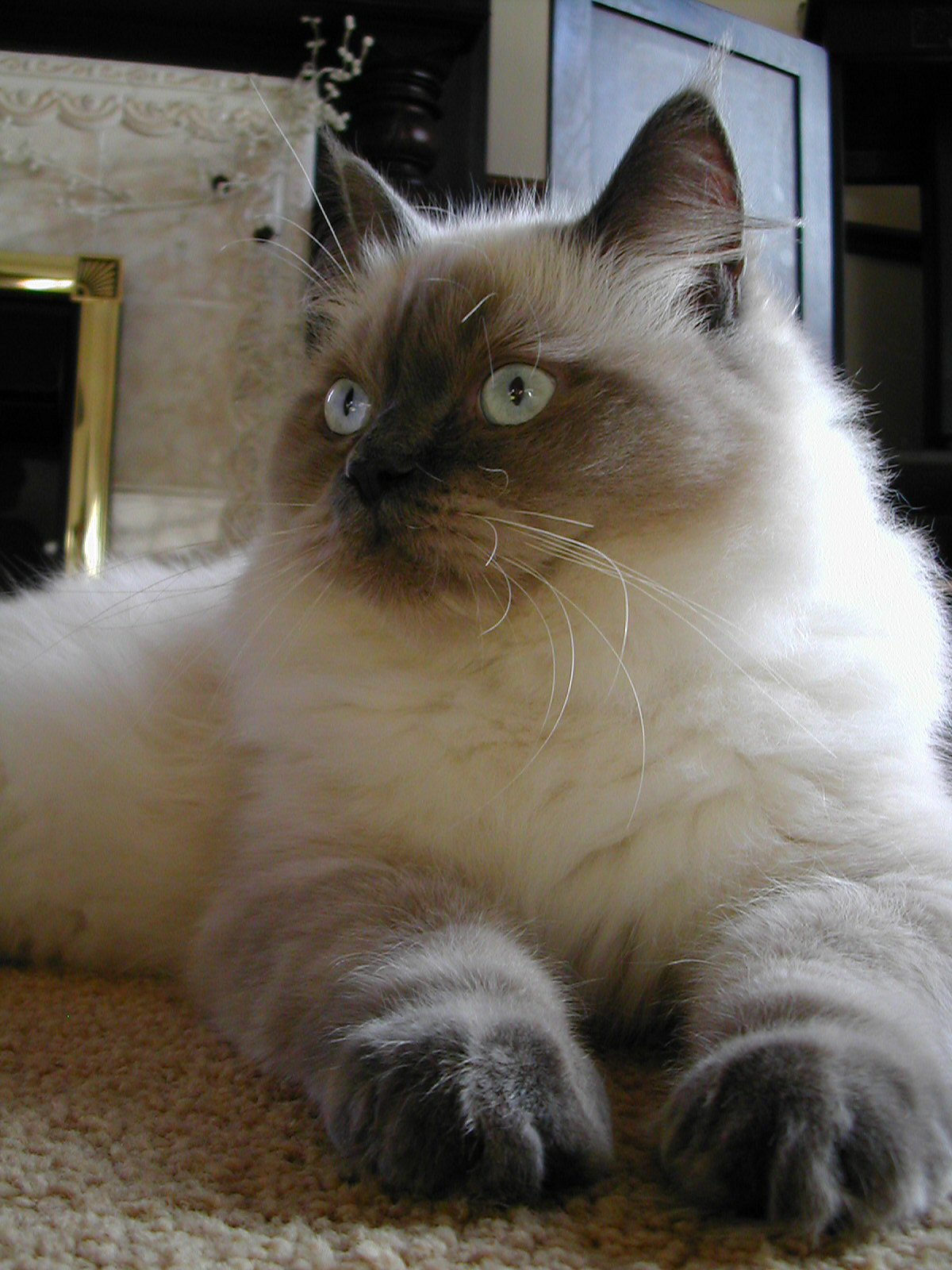
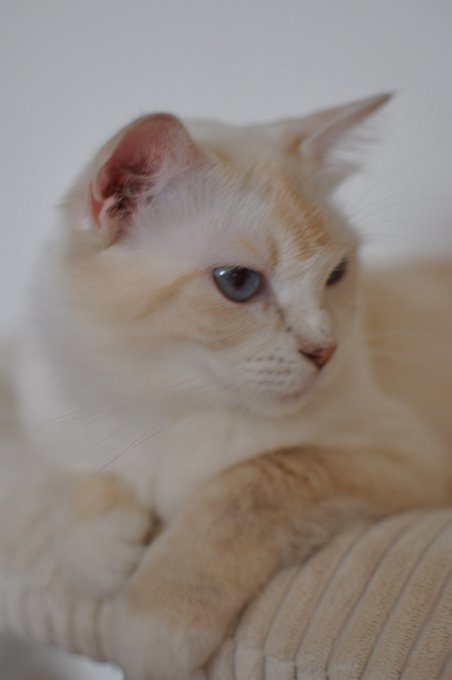
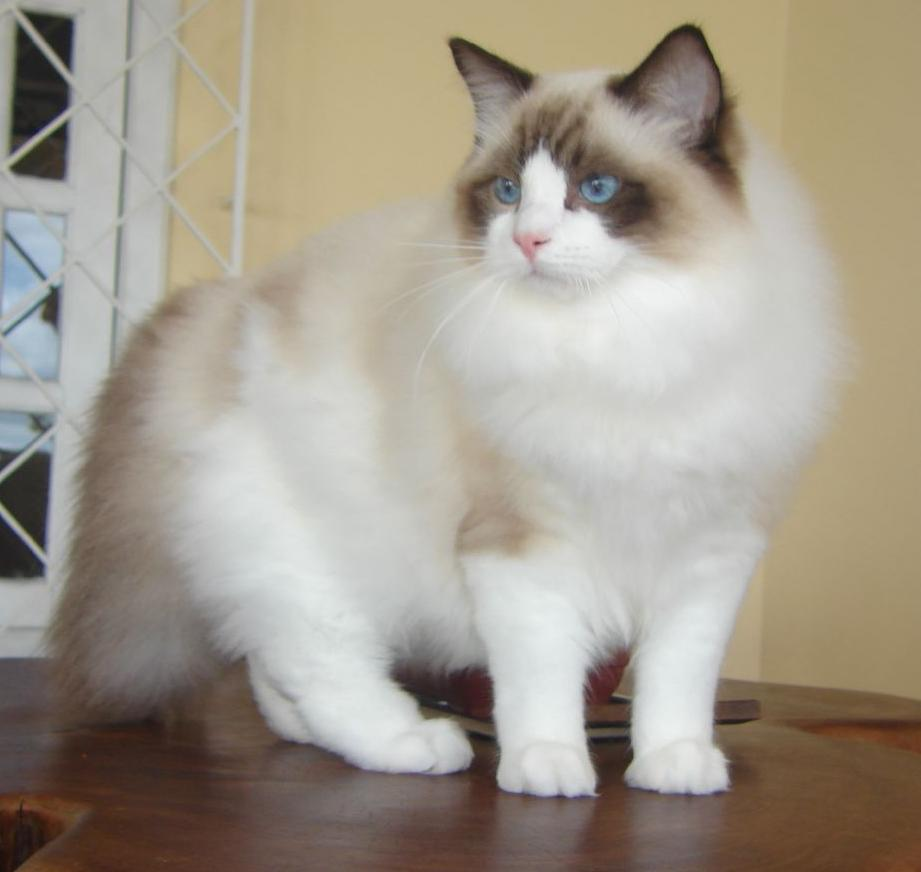
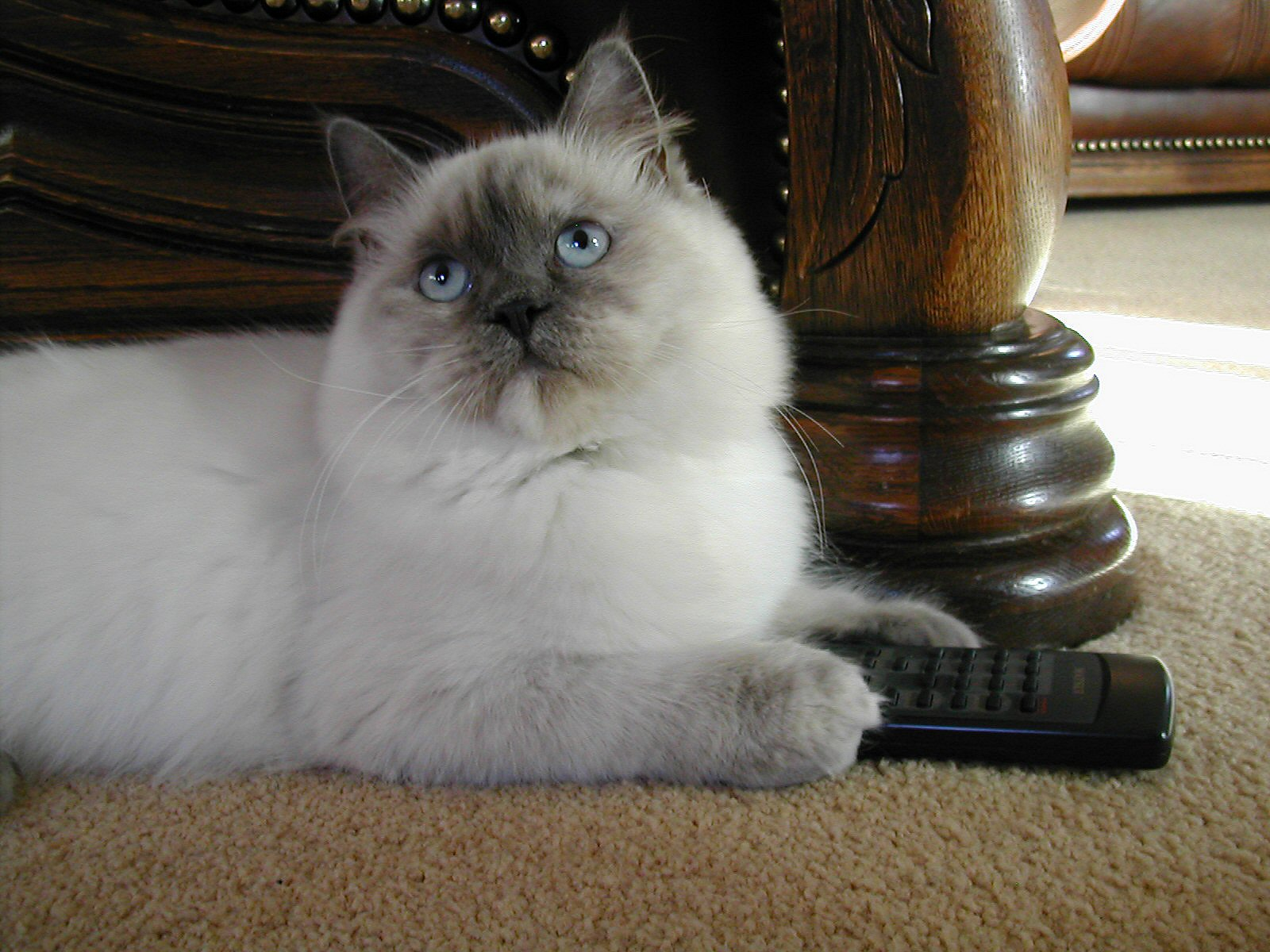
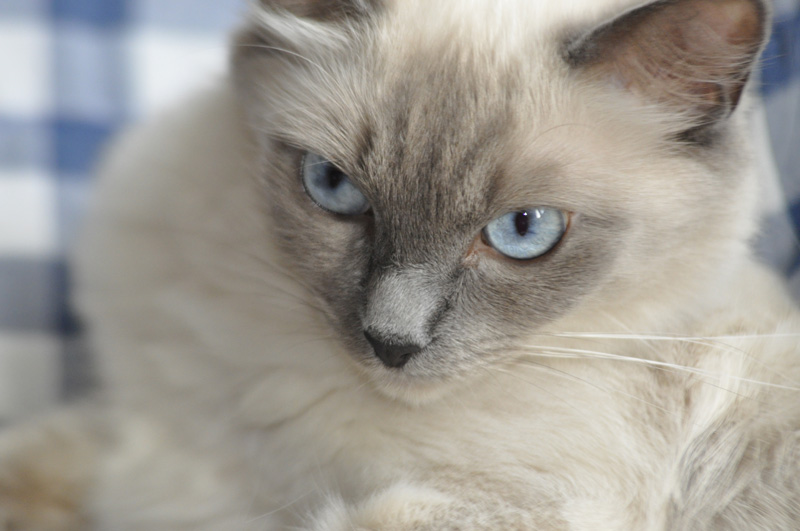
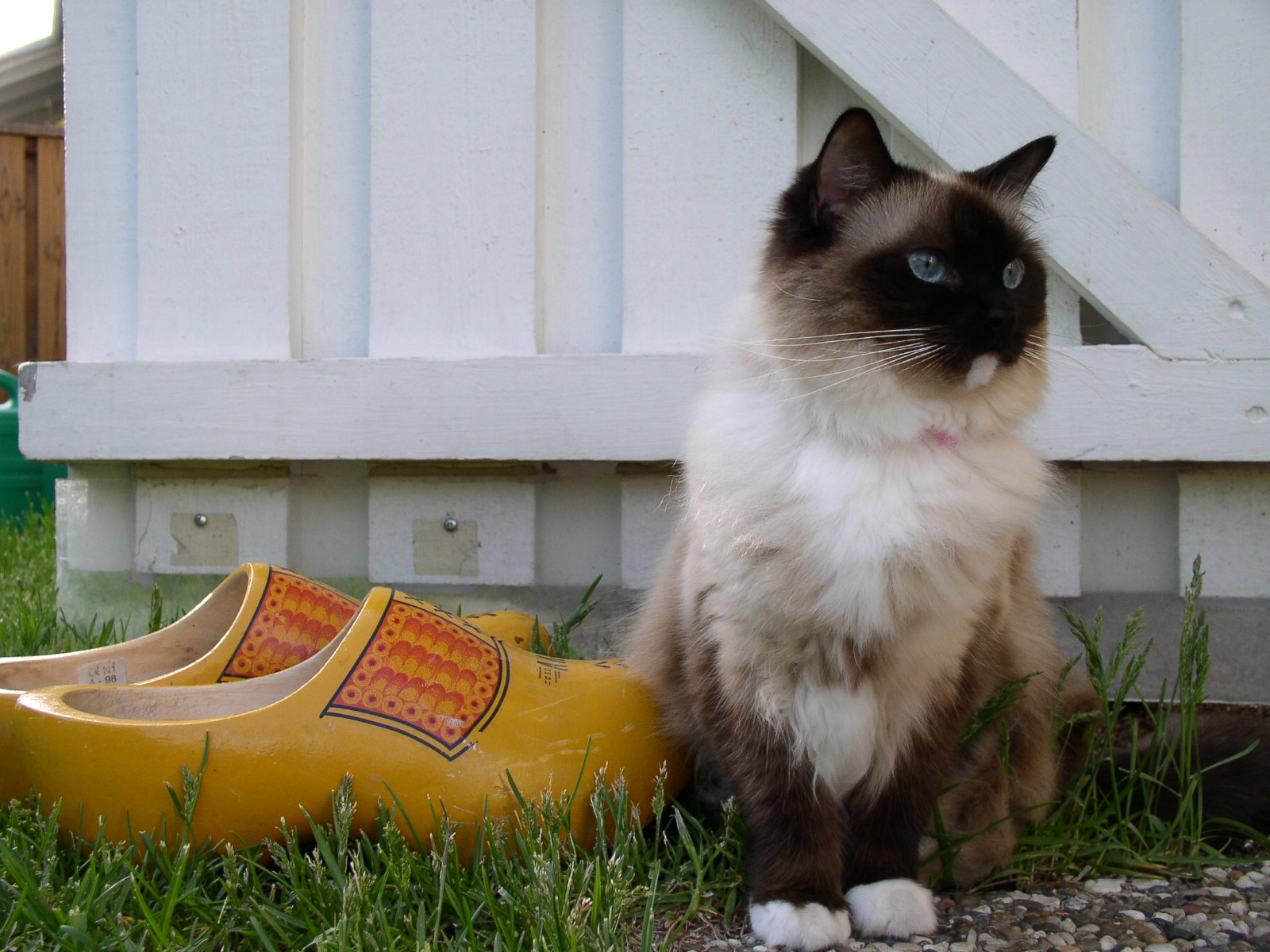
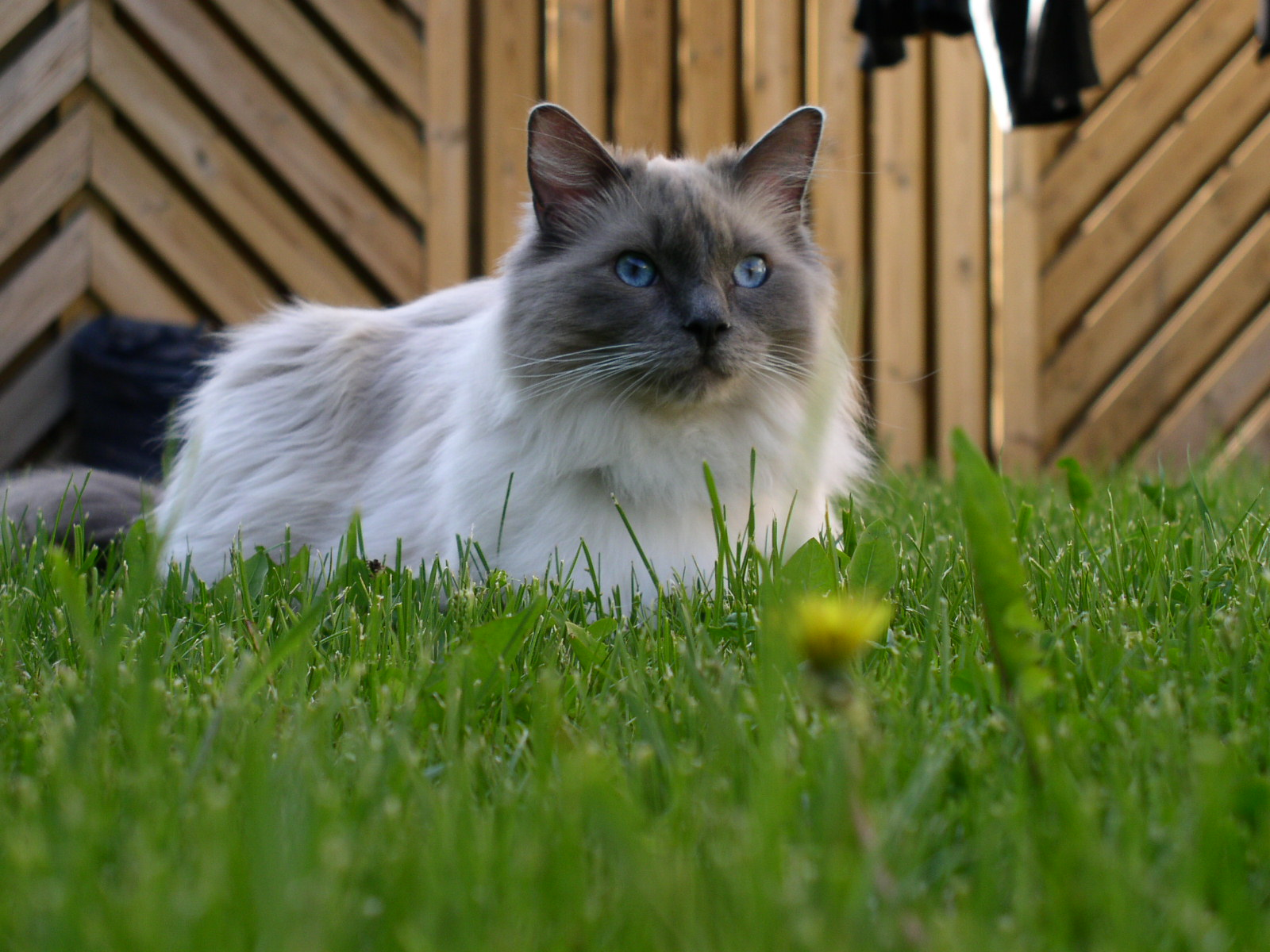
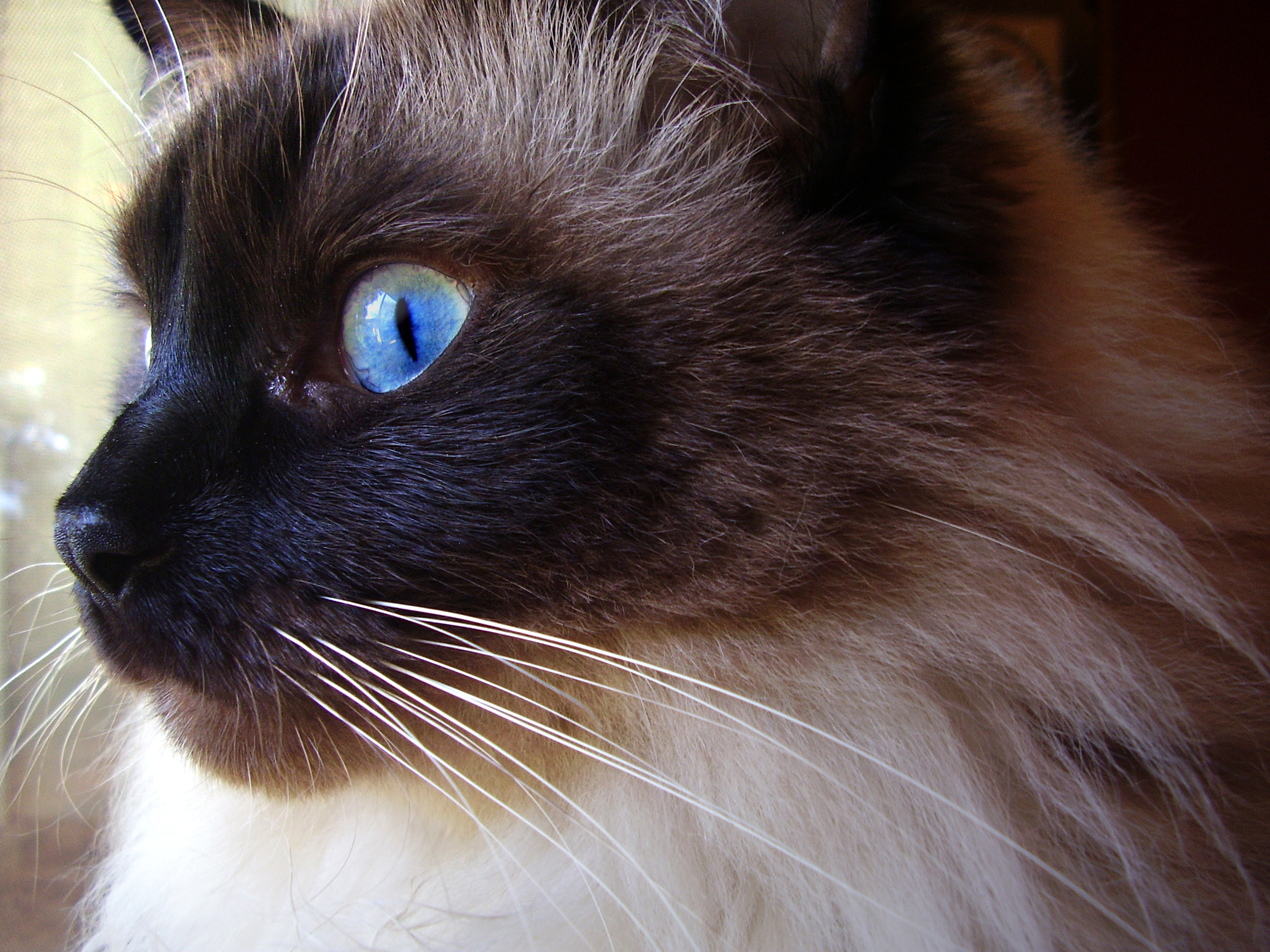
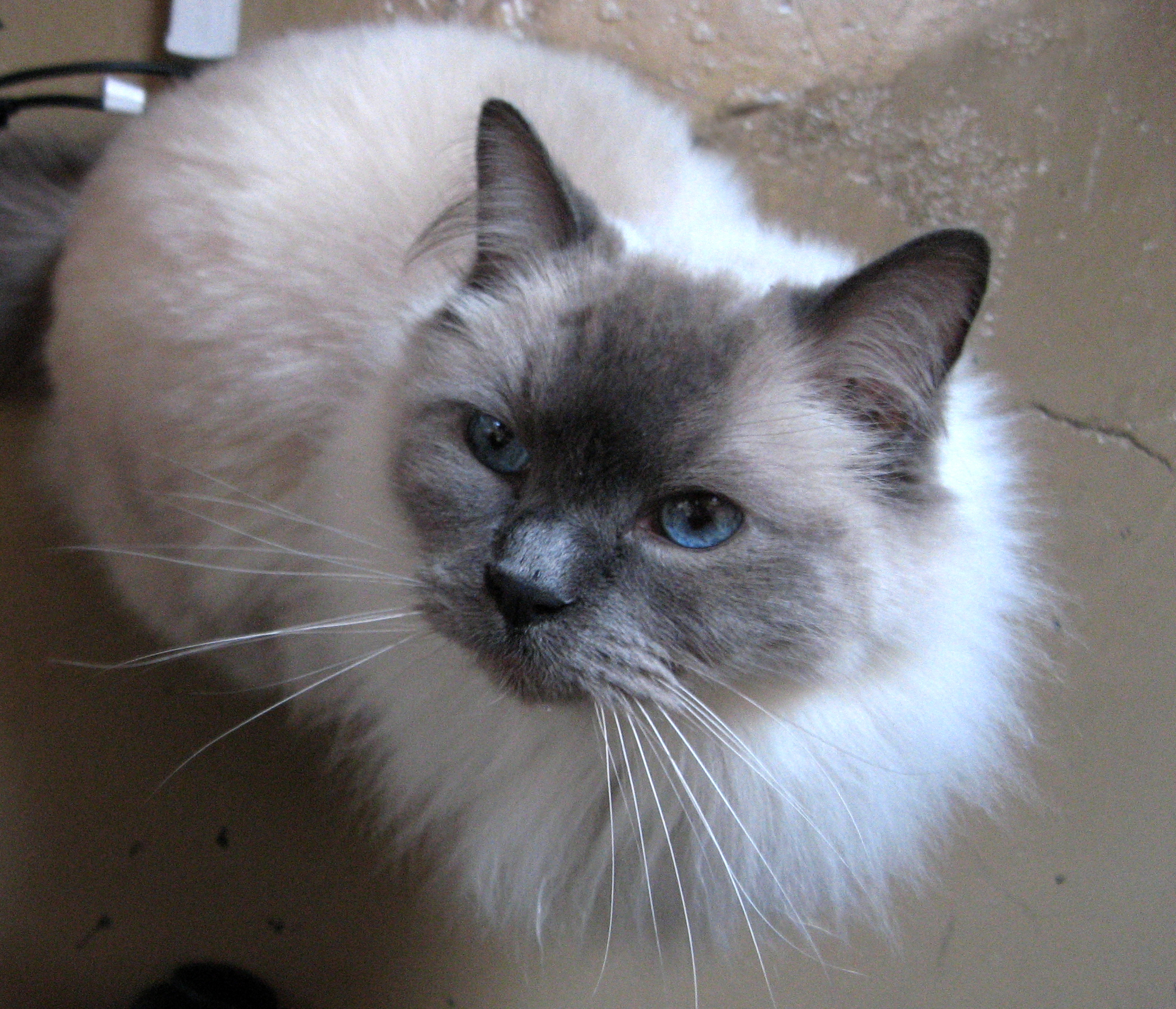
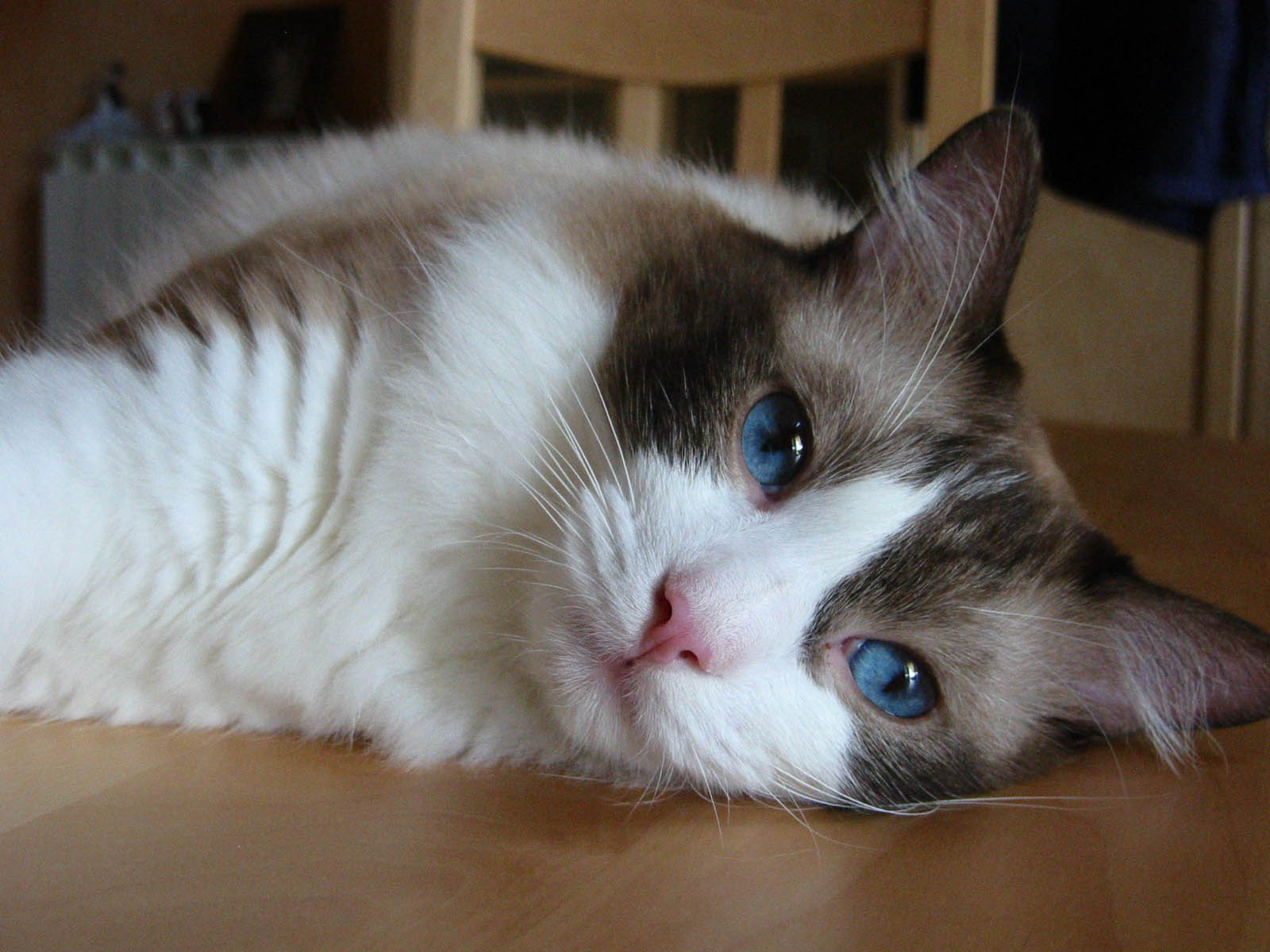